# Gottlob Heinrich Heydenreich
Gottlob Heinrich Heydenreich († 1762) war fürstlich-weimarischer Appellations- und kursächsischer Oberkonsistorialrat. Er stammte aus einer bekannten sächsisch-thüringische Gelehrten- und Juristenfamilie. Sein Bruder war der sachsen-weimarische Advokat Dr. Gottlieb Adolph Heinrich Heydenreich in Weimar.
Gottlob Heinrich Heydenreich heiratete Louise Friederice, die Tochter des Oberamtmanns Ernst Friedrich Meurer.